# Sulitjelma (Berg)
Der Sulitjelma (schwedisch Sulitelma) ist ein Gebirgsmassiv im Skandinavischen Gebirge auf der norwegisch-schwedischen Grenze.

## Geographie
Der Sulitjelma liegt östlich der norwegischen Hafenstadt Bodø.
Am See Langvatnet am südlichen Fuß des Gebirgsmassivs liegt der gleichnamige norwegische Ort Sulitjelma, der zur Kommune Fauske gehört.
Der auf der norwegischen Seite gelegene Suliskongen ist mit 1908 m der höchste Gipfel, der wie das Gebirgsmassiv benannte Sulitelma auf schwedischer Seite erreicht eine Höhe von 1877 m. Weitere hohe Berge auf norwegischem Territorium sind Stortoppen (1822 m), Dama (1781 m), Knetken (1711 m), Sluskhatten (1691 m), Sårjåstjåhkkå (1690 m) und Vágŋatjåhkkå (1690 m).
Das Sulitjelma-Massiv ist stark vergletschert. Der Sulitjelmabreen-Gletscher erstreckt sich nach Südosten und speist den See Pieskehaure, in welchem der Piteälven, einer der großen nordschwedischen Flüsse, seinen Ursprung hat. Nördlich des Sulitjelma erstreckt sich der See Sorjosjaure in Ost-West-Richtung, entlang dessen Südufer der Nordkalottleden verläuft, ein Fernwanderweg, der den Ort Sulitjelma mit dem Virihaure-See im Padjelanta-Nationalpark verbindet und einen etwa 1000 m hohen Pass überwindet.
Der Sorjosjaure wird über die großen Seen im Padjelanta-Nationalpark entwässert und gehört somit zum Einzugsgebiet des Lule älv. Südlich liegen die Seen Eidevatnet und Lomivatnet, die über den See Langvatnet und den Fluss Sjønståelva bei Fauske in den Skjerstadfjord entwässern.